# Manchester United F.C. mùa giải 2017–18
Mùa giải 2017–18 là mùa giải thứ 26 của Manchester United tại Premier League, và mùa giải 43 liên tiếp của họ trong top các đội bóng hàng đầu của bóng đá Anh. Câu lạc bộ sẽ tham dự Giải bóng đá Ngoại hạng Anh, Cúp FA, Cúp EFL, UEFA Champions League và Siêu cúp châu Âu.
Mùa giải này sẽ là lần đầu tiên kể từ mùa giải 2003–04 mà không có đội trưởng Wayne Rooney, người đã gia nhập Everton sau 13 mùa giải chơi cho United, trong thời gian đó anh đã vượt qua Bobby Charlton để trở thành chân sút hàng đầu. United trở lại đấu trường Champions League sau một mùa giải vắng bóng nhờ vào chức vô địch UEFA Europa League 2016–17.
United đạt được tổng số điểm cao nhất trong giải đấu kể từ khi Sir Alex Ferguson nghỉ hưu năm 2013, tích lũy 81 điểm để hoàn thành vị trí thứ hai tại Premier League. Tuy nhiên, mặc dù đã giành được ba cúp mùa trước thế nhưng Câu lạc bộ đã phải trắng tay ở mùa giải này, kể cả chỉ giành được vị trí á quân Siêu cúp châu Âu và Cúp FA. United cũng phải chịu đựng những trận thua đáng thất vọng ở cả Cúp EFL và Champions League trước lần lượt các đối thủ Bristol City và Sevilla cùng với tỷ số 2–1. Trong suốt mùa giải, Huấn luyện viên Jose Mourinho đã bị chỉ trích bởi giới truyền thông và một số ít những người hâm hộ United bởi một phong cách chơi bóng tiêu cực, mặc dù có rất nhiều lựa chọn trên hàng công và hoàn thành việc ký hợp đồng với Alexis Sanchez vào tháng Giêng.

## Giao hữu trước mùa giải
United sẽ chuẩn bị cho mùa giải 2017–18 với một tour thi đấu tại Hoa Kỳ. Manchester United sẽ chơi trong trận Derby Manchester đầu tiên của họ ở bên ngoài nước Anh vào ngày 20 tháng 7 năm 2017 ở đấu trường International Champions Cup. Chuyến du đấu sẽ gặp các đối thủ mạnh như Real Madrid và Barcelona. United sẽ bắt đầu chuyến thi đấu ở Hoa Kỳ gặp Los Angeles Galaxy vào ngày 15 tháng 7 năm 2017. United sẽ phải đối mặt với Vålerenga tại Na Uy. Trận đấu cuối cùng trong chuyến du đấu mùa hè trước mùa giải được tổ chức tại Cộng hòa Ireland phải đối mặt với Sampdoria.
| Ngày                | Đối thủ            | H / A | Kết quả F–A | Ghi bàn                                                        | Khán giả |
| ------------------- | ------------------ | ----- | ----------- | -------------------------------------------------------------- | -------- |
| 15 tháng 7 năm 2017 | Los Angeles Galaxy | A     | 5–2         | Rashford (2) 2',20', Fellaini 26', Mkhitaryan 67', Martial 72' | 25,667   |
| 18 tháng 7 năm 2017 | Real Salt Lake     | A     | 2–1         | Mkhitaryan 29', Lukaku 38'                                     | 20,241   |
| 21 tháng 7 năm 2017 | Manchester City    | N     | 2–0         | Lukaku 37', Rashford 39'                                       | 67,401   |
| 23 tháng 7 năm 2017 | Real Madrid        | N     | 1–1 (2–1p)  | Lingard 45+1'                                                  | 65,109   |
| 27 tháng 7 năm 2017 | Barcelona          | N     | 0–1         |                                                                | 80,162   |
| 30 tháng 7 năm 2017 | Vålerenga IF       | A     | 3–0         | Fellaini 44', Lukaku 47', McTominay 70'                        | 25,137   |
| 2 tháng 8 năm 2017  | Sampdoria          | N     | 2–1         | Mkhitaryan 9', Mata 81'                                        | 50,000   |

## Siêu cúp châu Âu
Manchester United với tư cách là nhà vô địch UEFA Europa League 2016–17 sẽ đối đầu với Real Madrid, đương kim vô địch UEFA Champions League 2016–17 ở trận tranh Siêu cúp châu Âu vào ngày 8 tháng 8 năm 2017, tại Philip II Arena ở Skopje, Macedonia.
| Ngày               | Đối thủ     | H / A | Kết quả F–A | Ghi bàn    | Khán giả |
| ------------------ | ----------- | ----- | ----------- | ---------- | -------- |
| 8 tháng 8 năm 2017 | Real Madrid | N     | 1–2         | Lukaku 62' | 30,421   |

## Giải bóng đá Ngoại hạng Anh
Mùa giải bóng đá Ngoại hạng Anh sẽ lên lịch để trở lại vào ngày 12 tháng 8 năm 2017 và kết thúc vào ngày 13 tháng 5 năm 2018.
Michael Carrick có trận đấu cuối cùng trong sự nghiệp khi United tiếp đón Watford trên sân nhà. Man Utd đã tri ân Carrick trong trận cuối cùng anh thi đấu khi bố trí "hàng rào danh dự". Carrick cùng con trai và con gái đã bước ra khỏi đường hầm sân Old Trafford, giữa hai hàng cầu thủ của Man Utd và cả Watford.

### Các trận đấu
| Ngày                 | Đối thủ                | H / A | Kết quả F–A | Ghi bàn                                                       | Khán giả | Vị trí BXH |
| -------------------- | ---------------------- | ----- | ----------- | ------------------------------------------------------------- | -------- | ---------- |
| 13 tháng 8 năm 2017  | West Ham United        | H     | 4–0         | Lukaku (2) 33', 52', Martial 87', Pogba 90'                   | 74,928   | Thứ 1      |
| 19 tháng 8 năm 2017  | Swansea City           | A     | 4–0         | Bailly 45', Lukaku 80', Pogba 82', Martial 84'                | 20,862   | Thứ 1      |
| 26 tháng 8 năm 2017  | Leicester City         | H     | 2–0         | Rashford 70', Fellaini 82'                                    | 75,021   | Thứ 1      |
| 9 tháng 9 năm 2017   | Stoke City             | A     | 2–2         | Rashford 45+1', Lukaku 57'                                    | 29,320   | Thứ 1      |
| 17 tháng 9 năm 2017  | Everton                | H     | 4–0         | Valencia 4', Mkhitaryan 83', Lukaku 89', Martial 90+2' (pen.) | 75,042   | Thứ 1      |
| 23 tháng 9 năm 2017  | Southampton            | A     | 1–0         | Lukaku 20'                                                    | 31,930   | Thứ 2      |
| 30 tháng 9 năm 2017  | Crystal Palace         | H     | 4–0         | Mata 3', Fellaini (2) 35', 49', Lukaku 86'                    | 75,118   | Thứ 2      |
| 14 tháng 10 năm 2017 | Liverpool              | A     | 0–0         |                                                               | 52,912   | Thứ 2      |
| 21 tháng 10 năm 2017 | Huddersfield Town      | A     | 1–2         | Rashford 78'                                                  | 24,426   | Thứ 2      |
| 28 tháng 10 năm 2017 | Tottenham Hotspur      | H     | 1–0         | Martial 81'                                                   | 75,034   | Thứ 2      |
| 5 tháng 11 năm 2017  | Chelsea                | A     | 0–1         |                                                               | 41,615   | Thứ 2      |
| 18 tháng 11 năm 2017 | Newcastle United       | H     | 4–1         | Martial 37', Smalling 45+1', Pogba 54', Lukaku 70'            | 75,035   | Thứ 2      |
| 25 tháng 11 năm 2017 | Brighton & Hove Albion | H     | 1–0         | Dunk 66' (ph.l.n)                                             | 75,018   | Thứ 2      |
| 28 tháng 11 năm 2017 | Watford                | A     | 4–2         | Young (2) 19', 25', Martial 32', Lingard 86'                  | 20,552   | Thứ 2      |
| 2 tháng 12 năm 2017  | Arsenal                | A     | 3–1         | Valencia 4', Lingard (2) 11', 63'                             | 59,547   | Thứ 2      |
| 10 tháng 12 năm 2017 | Manchester City        | H     | 1–2         | Rashford 45+2'                                                | 74,847   | Thứ 2      |
| 13 tháng 12 năm 2017 | Bournemouth            | H     | 1–0         | Lukaku 25'                                                    | 74,798   | Thứ 2      |
| 17 tháng 12 năm 2017 | West Bromwich Albion   | A     | 2–1         | Lukaku 27', Lingard 35'                                       | 24,782   | Thứ 2      |
| 23 tháng 12 năm 2017 | Leicester City         | A     | 2–2         | Mata (2) 40', 60'                                             | 32,202   | Thứ 2      |
| 26 tháng 12 năm 2017 | Burnley                | H     | 2–2         | Lingard (2) 53', 90+1'                                        | 75,046   | Thứ 2      |
| 30 tháng 12 năm 2017 | Southampton            | H     | 0–0         |                                                               | 75,051   | Thứ 3      |
| 1 tháng 1 năm 2018   | Everton                | A     | 2–0         | Martial 57', Lingard 81'                                      | 39,188   | Thứ 2      |
| 15 tháng 1 năm 2018  | Stoke City             | H     | 3–0         | Valencia 9', Martial 38', Lukaku 72'                          | 74,726   | Thứ 2      |
| 20 tháng 1 năm 2018  | Burnley                | A     | 1–0         | Martial 54'                                                   | 21,841   | Thứ 2      |
| 31 tháng 2 năm 2018  | Tottenham Hotspur      | A     | 0–2         |                                                               | 81,978   | Thứ 2      |
| 3 tháng 2 năm 2018   | Huddersfield Town      | H     | 2–0         | Lukaku 55', Sánchez 68'                                       | 74,742   | Thứ 2      |
| 11 tháng 2 năm 2018  | Newcastle United       | A     | 0–1         |                                                               | 52,309   | Thứ 2      |
| 25 tháng 2 năm 2018  | Chelsea                | H     | 2–1         | Lukaku 39', Lingard 75'                                       | 75,060   | Thứ 2      |
| 5 tháng 3 năm 2018   | Crystal Palace         | A     | 3–2         | Smalling 55', Lukaku 76', Matić 90+1'                         | 25,840   | Thứ 2      |
| 10 tháng 3 năm 2018  | Liverpool              | H     | 2–1         | Rashford (2) 14', 24'                                         | 74,855   | Thứ 2      |
| 31 tháng 3 năm 2018  | Swansea City           | H     | 2–0         | Lukaku 5', Sánchez 20'                                        | 75,038   | Thứ 2      |
| 7 tháng 4 năm 2018   | Manchester City        | A     | 3–2         | Pogba (2) 53', 55', Smalling 69'                              | 54,259   | Thứ 2      |
| 15 tháng 4 năm 2018  | West Bromwich Albion   | H     | 0–1         |                                                               | 75,095   | Thứ 2      |
| 18 tháng 4 năm 2018  | Bournemouth            | A     | 2–0         | Smalling 28', Lukaku 70'                                      | 10,952   | Thứ 2      |
| 29 tháng 4 năm 2018  | Arsenal                | H     | 2–1         | Pogba 16', Fellaini 90+1'                                     | 75,035   | Thứ 2      |
| 4 tháng 5 năm 2018   | Brighton & Hove Albion | A     | 0–1         |                                                               | 30,611   | Thứ 2      |
| 10 tháng 5 năm 2018  | West Ham United        | A     | 0–0         |                                                               | 56,902   | Thứ 2      |
| 13 tháng 5 năm 2018  | Watford                | H     | 1–0         | Rashford 34'                                                  | 75,049   | Thứ 2      |

### Bảng xếp hạng
| VT | Đội                 | ST | T  | H  | B  | BT  | BB | HS  | Đ   | Giành quyền tham dự hoặc xuống hạng |
| -- | ------------------- | -- | -- | -- | -- | --- | -- | --- | --- | ----------------------------------- |
| 1  | Manchester City (C) | 38 | 32 | 4  | 2  | 106 | 27 | +79 | 100 | Lọt vào Vòng bảng Champions League  |
| 2  | Manchester United   | 38 | 25 | 6  | 7  | 68  | 28 | +40 | 81  | Lọt vào Vòng bảng Champions League  |
| 3  | Tottenham Hotspur   | 38 | 23 | 8  | 7  | 74  | 36 | +38 | 77  | Lọt vào Vòng bảng Champions League  |
| 4  | Liverpool           | 38 | 21 | 12 | 5  | 84  | 38 | +46 | 75  | Lọt vào Vòng bảng Champions League  |
| 5  | Chelsea             | 38 | 21 | 7  | 10 | 62  | 38 | +24 | 70  | Lọt vào Vòng bảng Europa League     |

1. ↑  Vì nhà vô địch Cúp FA 2017–18 (Chelsea) và nhà vô địch Cúp EFL 2017–18 (Manchester City) giành quyền tham dự cúp châu Âu dựa trên vị trí bảng xếp hạng hoặc kết thúc ở vị trí thấp nhất là vị trí thứ 6, nên suất dự vòng loại thứ hai Europa League dành cho đội vô địch Cúp Liên Đoàn được chuyển xuống cho đội đứng thứ 7.

## Cúp FA
Manchester United sẽ bắt đầu từ vòng 3 cúp FA như mọi đội ở Ngoại hạng Anh, bắt đầu từ ngày 5 tháng 1 năm 2018 gặp đội bóng Derby County.
| Ngày                | Vòng      | Đối thủ                | H / A | Kết quả F–A | Cầu thủ ghi bàn                                      | Số lượng khán giả |
| ------------------- | --------- | ---------------------- | ----- | ----------- | ---------------------------------------------------- | ----------------- |
| 5 tháng 1 năm 2018  | Vòng 3    | Derby County           | H     | 2–0         | Lingard 84', Lukaku 90'                              | 73,899            |
| 26 tháng 1 năm 2018 | Vòng 4    | Yeovil Town            | A     | 4–0         | Rashford 41', Herrera 61', Lingard 89', Lukaku 90+3' | 9,195             |
| 17 tháng 2 năm 2018 | Vòng 5    | Huddersfield Town      | A     | 2–0         | Lukaku (2) 3', 55'                                   | 17,861            |
| 17 tháng 3 năm 2018 | Tứ kết    | Brighton & Hove Albion | H     | 2–0         | Lukaku 37, Matić 83'                                 | 74,421            |
| 21 tháng 4 năm 2018 | Bán kết   | Tottenham Hotspur      | N     | 2–1         | Sánchez 24', Herrera 62'                             | 84,667            |
| 19 tháng 5 năm 2018 | Chung kết | Chelsea                | N     | 0–1         |                                                      | 87,647            |

## Cúp liên đoàn Anh
Với tư cách là 1 trong 7 đội dự giải đấu châu Âu năm 2017-18 và giữ cương vị là nhà đương kim vô địch, Manchester United sẽ bắt đầu Cúp EFL từ vòng ba. Lễ bốc thăm vòng ba được tiến hành vào ngày 24 tháng 8 năm 2017. Ở vòng ba, Manchester United đánh bại đội bóng Burton Albion với tỷ số 5-0 tại sân Old Trafford. Còn ở vòng bốn, Quỷ Đỏ đụng độ với Swansea City. Lễ bốc thăm vòng 5 được tiến hành vào ngày 26 tháng 10 năm 2017, United sẽ đối đầu với một đại diện đến từ Championship đó là Bristol City.
| Ngày                 | Vòng   | Đối thủ       | H / A | Kết quả F–A | Cầu thủ ghi bàn                                | Lượng khán giả |
| -------------------- | ------ | ------------- | ----- | ----------- | ---------------------------------------------- | -------------- |
| 20 tháng 9 năm 2017  | Vòng 3 | Burton Albion | H     | 4–1         | Rashford (2) 5', 17', Lingard 36', Martial 60' | 54,256         |
| 24 tháng 10 năm 2017 | Vòng 4 | Swansea City  | A     | 2–0         | Lingard (2) 21', 59'                           | 20,083         |
| 20 tháng 12 năm 2017 | Vòng 5 | Bristol City  | A     | 1–2         | Ibrahimović 58'                                | 26,088         |

## UEFA Champions League

### Vòng bảng
Manchester United sẽ bước vào thẳng vòng bảng của Champions League với tư cách là nhà vô địch UEFA Europa League 2016–17. Lễ bốc thăm được tiến hành vào ngày 24 tháng 8 năm 2017, với Manchester United ở phân nhóm 2, với Manchester United được thi đấu cùng với Benfica, Basel và CSKA Moscow. United trước đây được bốc thăm với cả Benfica và Basel trong năm 2011–12, và với CSKA Moscow vào năm 2015–16; cả hai lần, họ đã xếp thứ ba trong bảng xếp hạng và phải tham gia UEFA Europa League.
| Ngày                 | Đối thủ     | H / A | Kết quả F–A | Cầu thủ ghi bàn                                        | Số khán giả | Vòng bảng Vị trí |
| -------------------- | ----------- | ----- | ----------- | ------------------------------------------------------ | ----------- | ---------------- |
| 12 tháng 9 năm 2017  | Basel       | H     | 3–0         | Fellaini 35', Lukaku 53', Rashford 84'                 | 73,854      | 1                |
| 27 tháng 9 năm 2017  | CSKA Moscow | A     | 4–1         | Lukaku (2) 4', 27', Martial 19' (pen.), Mkhitaryan 57' | 29,073      | 1                |
| 18 tháng 10 năm 2017 | Benfica     | A     | 1–0         | Rashford 64'                                           | 57,684      | 1                |
| 31 tháng 10 năm 2017 | Benfica     | H     | 2–0         | Svilar 45' (o.g.), Blind 78' (pen.)                    | 74,437      | 1                |
| 22 tháng 11 năm 2017 | Basel       | A     | 0–1         |                                                        | 36,000      | 1                |
| 5 tháng 12 năm 2017  | CSKA Moscow | H     | 2–1         | Lukaku 64', Rashford 66'                               | 74,669      | 1                |

| VT | Đội               | ST | T | H | B | BT | BB | HS  | Đ  | Giành quyền tham dự                 |
| -- | ----------------- | -- | - | - | - | -- | -- | --- | -- | ----------------------------------- |
| 1  | Manchester United | 6  | 5 | 0 | 1 | 12 | 3  | +9  | 15 | Đi tiếp vào vòng đấu loại trực tiếp |
| 2  | Basel             | 6  | 4 | 0 | 2 | 11 | 5  | +6  | 12 | Đi tiếp vào vòng đấu loại trực tiếp |
| 3  | CSKA Moscow       | 6  | 3 | 0 | 3 | 8  | 10 | −2  | 9  | Chuyển qua Europa League            |
| 4  | Benfica           | 6  | 0 | 0 | 6 | 1  | 14 | −13 | 0  |                                     |

### Vòng đấu loại trực tiếp
Sau khi giành vị trí thứ nhất ở vòng bảng, United đã được bốc thăm gặp câu lạc bộ Tây Ban Nha đó là Sevilla ở vòng 1/16. Đây sẽ là cuộc đối đầu đầu tiên giữa hai đội. Sau trận hòa không bàn thắng ở lượt đi đầu tiên tại Sân vận động Ramón Sánchez Pizjuán, Sevilla vươn lên dẫn trước hai bàn thắng trong trận lượt về, khi Wissam Ben Yedder ghi hai bàn trong vòng vài phút sau khi vào sân từ băng ghế dự bị. Romelu Lukaku rút ngắn tỷ số cho United khi thời gian còn lại chỉ là 6 phút, thế nhưng United không thể ghi thêm hai bàn thắng nữa để tránh bị loại.
| Ngày                | Vòng đấu          | Đối thủ | H / A | Kết quả F–A | Cầu thủ ghi bàn | Số lượng khán giả |
| ------------------- | ----------------- | ------- | ----- | ----------- | --------------- | ----------------- |
| 21 tháng 2 năm 2018 | Vòng 1/16 Lượt đi | Sevilla | A     | 0–0         |                 | 39,725            |
| 13 tháng 3 năm 2018 | Vòng 1/16 Lượt về | Sevilla | H     | 1–2         | Lukaku 84'      | 74,909            |

## Thống kê đội hình
| Số | VT | Tên                       | Premier League | Premier League | Cúp FA | Cúp FA | Cúp EFL | Cúp EFL | Châu Âu | Châu Âu | Khác | Khác | Tổng   | Tổng | Thẻ | Thẻ |
| Số | VT | Tên                       | Trận           | Bàn            | Trận   | Bàn    | Trận    | Bàn     | Trận    | Bàn     | Trận | Bàn  | Trận   | Bàn  |     |     |
| -- | -- | ------------------------- | -------------- | -------------- | ------ | ------ | ------- | ------- | ------- | ------- | ---- | ---- | ------ | ---- | --- | --- |
| 1  | GK | David de Gea              | 37             | 0              | 2      | 0      | 0       | 0       | 6       | 0       | 1    | 0    | 46     | 0    | 0   | 0   |
| 2  | DF | Victor Lindelöf           | 13(4)          | 0              | 3      | 0      | 3       | 0       | 5       | 0       | 1    | 0    | 25(4)  | 0    | 1   | 0   |
| 3  | DF | Eric Bailly               | 11(2)          | 1              | 1(1)   | 0      | 0       | 0       | 3       | 0       | 0    | 0    | 15(3)  | 1    | 3   | 0   |
| 4  | DF | Phil Jones                | 23             | 0              | 2      | 0      | 0       | 0       | 0       | 0       | 0    | 0    | 25     | 0    | 3   | 0   |
| 5  | DF | Marcos Rojo               | 8(1)           | 0              | 1      | 0      | 1       | 0       | 1       | 0       | 0    | 0    | 11(1)  | 0    | 6   | 0   |
| 6  | MF | Paul Pogba                | 25(2)          | 6              | 3      | 0      | 1       | 0       | 3(2)    | 0       | 1    | 0    | 33(4)  | 6    | 6   | 1   |
| 7  | FW | Alexis Sánchez            | 12             | 2              | 4      | 1      | 0       | 0       | 2       | 0       | 0    | 0    | 18     | 3    | 2   | 0   |
| 8  | MF | Juan Mata                 | 23(5)          | 3              | 4(1)   | 0      | 1       | 0       | 5(1)    | 0       | 0    | 0    | 33(7)  | 3    | 1   | 0   |
| 9  | FW | Romelu Lukaku             | 33(1)          | 16             | 3(3)   | 5      | 0(2)    | 0       | 8       | 5       | 1    | 1    | 45(6)  | 27   | 4   | 0   |
| 10 | FW | Zlatan Ibrahimović        | 1(4)           | 0              | 0      | 0      | 1       | 1       | 0(1)    | 0       | 0    | 0    | 2(5)   | 1    | 0   | 0   |
| 11 | FW | Anthony Martial           | 18(12)         | 9              | 1(3)   | 0      | 3       | 1       | 4(4)    | 1       | 0    | 0    | 26(19) | 11   | 1   | 0   |
| 12 | DF | Chris Smalling            | 28(1)          | 4              | 5      | 0      | 2(1)    | 0       | 8       | 0       | 1    | 0    | 44(2)  | 4    | 4   | 0   |
| 14 | MF | Jesse Lingard             | 20(13)         | 8              | 4(2)   | 2      | 2       | 3       | 3(3)    | 0       | 1    | 0    | 30(18) | 13   | 5   | 0   |
| 15 | MF | Andreas Pereira           | 0              | 0              | 0      | 0      | 0       | 0       | 0       | 0       | 0    | 0    | 0      | 0    | 0   | 0   |
| 16 | MF | Michael Carrick (c)       | 1(1)           | 0              | 2      | 0      | 1       | 0       | 0       | 0       | 0    | 0    | 4(1)   | 0    | 0   | 0   |
| 17 | DF | Daley Blind               | 4(3)           | 0              | 1      | 0      | 3       | 0       | 6       | 1       | 0    | 0    | 14(3)  | 1    | 2   | 0   |
| 18 | MF | Ashley Young              | 28(2)          | 2              | 3(1)   | 0      | 0       | 0       | 4       | 0       | 0    | 0    | 35(3)  | 2    | 9   | 0   |
| 19 | FW | Marcus Rashford           | 17(18)         | 7              | 3(2)   | 1      | 3       | 2       | 3(5)    | 3       | 0(1) | 0    | 26(26) | 13   | 7   | 0   |
| 20 | GK | Sergio Romero             | 1              | 0              | 4      | 0      | 3       | 0       | 2       | 0       | 0    | 0    | 10     | 0    | 0   | 0   |
| 21 | MF | Ander Herrera             | 13(13)         | 0              | 4      | 2      | 2       | 0       | 5(1)    | 0       | 1    | 0    | 25(14) | 2    | 6   | 0   |
| 22 | MF | Henrikh Mkhitaryan        | 11(4)          | 1              | 1      | 0      | 0(1)    | 0       | 3(1)    | 1       | 1    | 0    | 16(6)  | 2    | 2   | 0   |
| 23 | DF | Luke Shaw                 | 8(3)           | 0              | 4      | 0      | 1(2)    | 0       | 1       | 0       | 0    | 0    | 14(5)  | 0    | 2   | 0   |
| 25 | DF | Antonio Valencia          | 31             | 3              | 3      | 0      | 0       | 0       | 4       | 0       | 1    | 0    | 39     | 3    | 10  | 0   |
| 27 | MF | Marouane Fellaini         | 5(11)          | 4              | 0(3)   | 0      | 0       | 0       | 2(1)    | 1       | 0(1) | 0    | 7(16)  | 5    | 1   | 0   |
| 29 | FW | James Wilson              | 0              | 0              | 0      | 0      | 0       | 0       | 0       | 0       | 0    | 0    | 0      | 0    | 0   | 0   |
| 31 | MF | Nemanja Matić             | 35(1)          | 1              | 4      | 1      | 0(1)    | 0       | 6(1)    | 0       | 1    | 0    | 46(3)  | 2    | 6   | 0   |
| 35 | DF | Demetri Mitchell          | 0              | 0              | 0      | 0      | 0       | 0       | 0       | 0       | 0    | 0    | 0      | 0    | 0   | 0   |
| 36 | DF | Matteo Darmian            | 5(3)           | 0              | 1(1)   | 0      | 3       | 0       | 2(1)    | 0       | 1    | 0    | 12(5)  | 0    | 1   | 0   |
| 38 | DF | Axel Tuanzebe             | 0(1)           | 0              | 0      | 0      | 1       | 0       | 0(1)    | 0       | 0    | 0    | 1(2)   | 0    | 1   | 0   |
| 39 | MF | Scott McTominay           | 7(6)           | 0              | 3      | 0      | 2(1)    | 0       | 2(2)    | 0       | 0    | 0    | 14(9)  | 0    | 4   | 0   |
| 40 | GK | Joel Castro Pereira       | 0              | 0              | 0      | 0      | 0(1)    | 0       | 0       | 0       | 0    | 0    | 0(1)   | 0    | 0   | 0   |
| 43 | DF | Cameron Borthwick-Jackson | 0              | 0              | 0      | 0      | 0       | 0       | 0       | 0       | 0    | 0    | 0      | 0    | 0   | 0   |
| 45 | GK | Kieran O'Hara             | 0              | 0              | 0      | 0      | 0       | 0       | 0       | 0       | 0    | 0    | 0      | 0    | 0   | 0   |
| 47 | MF | Angel Gomes               | 0              | 0              | 0(1)   | 0      | 0       | 0       | 0       | 0       | 0    | 0    | 0(1)   | 0    | 0   | 0   |
| 48 | MF | Ethan Hamilton            | 0              | 0              | 0      | 0      | 0       | 0       | 0       | 0       | 0    | 0    | 0      | 0    | 0   | 0   |
| —  | —  | Phản lưới nhà             | –              | 1              | –      | 0      | –       | 0       | –       | 1       | –    | 0    | –      | 2    | –   | –   |

Thống kê tính đến ngày 19 tháng 5 năm 2018.

## Chuyển nhượng

### Chuyển đến
| Ngày                | Vị trí | Tên                | Từ              | Mức phí         |
| ------------------- | ------ | ------------------ | --------------- | --------------- |
| 1 Tháng 7 năm 2017  | TV     | Victor Lindelöf    | Benfica         | Không tiết lộ   |
| 10 tháng 7 năm 2017 | TĐ     | Romelu Lukaku      | Everton         | Không tiết lộ   |
| 31 tháng 7 năm 2017 | TV     | Nemanja Matić      | Chelsea         | Không tiết lộ   |
| 24 tháng 8 năm 2017 | TĐ     | Zlatan Ibrahimović | Tái ký hợp đồng | Tái ký hợp đồng |
| 22 tháng 1 năm 2018 | FW     | Alexis Sánchez     | Arsenal         | Không tiết lộ   |

### Rời đi
| Ngày đến             | Vị trí | Tên cầu thủ            | Từ câu lạc bộ     | Mức phí           |
| -------------------- | ------ | ---------------------- | ----------------- | ----------------- |
| 30 tháng 6, năm 2017 | TĐ     | Zlatan Ibrahimović     | Miễn phí          | Miễn phí          |
| 30 tháng 6 năm 2017  | TĐ     | Kayne Diedrick-Roberts | Giải phóng        | Giải phóng        |
| 30 tháng 6 năm 2017  | TV     | Faustin Makela         | Giải phóng        | Giải phóng        |
| 30 tháng 6 năm 2017  | TV     | Josh Harrop            | Preston North End | Miễn phí          |
| 9 tháng 7 năm 2017   | TĐ     | Wayne Rooney           | Everton           | Không tiết lộ     |
| 12 tháng 7 năm 2017  | TV     | Adnan Januzaj          | Real Sociedad     | Không tiết lộ     |
| 12 tháng 8 năm 2017  | HV     | Guillermo Varela       | Peñarol           | Không tiết lộ     |
| 22 tháng 1 năm 2018  | MF     | Henrikh Mkhitaryan     | Arsenal           | Không tiết lộ     |
| 22 tháng 3 năm 2018  | FW     | Zlatan Ibrahimović     | Chấm dứt hợp đồng | Chấm dứt hợp đồng |
| 3 tháng 4 năm 2018   | DF     | Harry Spratt           | Huddersfield Town | Miễn phí          |
| 3 tháng 4 năm 2018   | DF     | Jake Barrett           | Huddersfield Town | Miễn phí          |

### Cho mượn
| Ngày đi             | Ngày về             | Vị trí | Tên cầu thủ               | Nơi đến             |
| ------------------- | ------------------- | ------ | ------------------------- | ------------------- |
| 7 tháng 7 năm 2017  | 30 tháng 6 năm 2018 | HV     | Regan Poole               | Northampton Town    |
| 10 tháng 7 năm 2017 | 30 tháng 6 năm 2018 | TM     | Dean Henderson            | Shrewsbury Town     |
| 14 tháng 7 năm 2017 | 30 tháng 6 năm 2018 | TM     | Sam Johnstone             | Aston Villa         |
| 28 tháng 7 năm 2017 | tháng 1 năm 2018    | MF     | Devonte Redmond           | Scunthorpe United   |
| 7 tháng 8 năm 2017  | 30 tháng 6 năm 2018 | HV     | Cameron Borthwick-Jackson | Leeds United        |
| 10 tháng 8 năm 2017 | 30 tháng 6 năm 2018 | HV     | Timothy Fosu-Mensah       | Crystal Palace      |
| 31 tháng 8 năm 2017 | 30 tháng 6 năm 2018 | MF     | Matty Willock             | FC Utrecht          |
| 1 tháng 9 năm 2017  | 30 tháng 6 năm 2018 | MF     | Andreas Pereira           | Valencia            |
| 10 tháng 1 năm 2018 | 30 tháng 6 năm 2018 | FW     | James Wilson              | Sheffield United    |
| 11 tháng 1 năm 2018 | 30 tháng 6 năm 2018 | DF     | Demetri Mitchell          | Heart of Midlothian |
| 25 tháng 1 năm 2018 | 30 tháng 6 năm 2018 | DF     | Axel Tuanzebe             | Aston Villa         |
| 31 tháng 1 năm 2018 | 30 tháng 6 năm 2018 | MF     | Matty Willock             | St Johnstone        |
| 31 tháng 1 năm 2018 | 30 tháng 6 năm 2018 | DF     | Charlie Scott             | Hamilton Academical |